# Miroslav Příhoda
Miroslav Příhoda (20. října 1912 Ruda – 11. června 1988 Brno) byl brněnský varhaník, zpěvák, hudební skladatel a pedagog.

## Život
Byl synem venkovského kapelníka. Základní hudební vzdělání získal u ředitele kůru kostela sv. Mikuláše ve Velkém Meziříčí. Absolvoval dvouletý varhanický kurz na brněnské konzervatoři a v roce 1935 i varhanní oddělení téže konzervatoře. Vedle toho absolvoval i pěvecké oddělení a ze hry na varhany i ze zpěvu složil státní zkoušky.
V letech 1935–1945 působil jako varhaník v kostele sv. Augustina v Brně. Vedle toho studoval soukromě skladbu u Jaroslava Kvapila a Jaroslava Křičky. Zpíval ve sboru brněnské opery. Po roce 1945 byl ředitelem kůru v bazilice Nanebevzetí Panny Marie ve Starém Brně. V letech 1948–1951 vyučoval v tříletém varhanickém kurzu a od roku 1951 byl učitelem na hudební škole Jaroslava Kvapila. Tuto školu však musel opustit neslučitelnost svého náboženského přesvědčení a pedagogické činnosti v komunistickém státě.
Jeho manželkou byla Jasmína Karlická, violoncellistka, členka operního orchestru v Brně.
Zemřel po dlouhé nemoci 11. června 1988. Je pochován se svou manželkou na Ústředním hřbitově v Brně. Na jejich náhrobku je vytesán úryvek z Příhodovy České mše vánoční: "Bůh věčná láska jest!"
Na slavnosti Nanebevzetí Panny Marie 15. srpna se v bazilice na Starém Brně koná pravidelný koncert ze skladeb Miroslava Příhody.

## Výběr z díla
- Op. 11 – Missa brevis et facilis
- Op. 14 – Česká vánoční mše koledová pro smíšený sbor, varhany a malý orchestr
- Op. 15 – Septima missa solemnis
- Op. 17 – Česká mše vánoční – vydána: 1962 u České katolické charity v Praze
- Op. 18 – Velkopáteční meditace pro smíšený sbor a cappella
- Op. 19 – Oratorium Kristus – 1. Zrození věčné lásky, 2. Ukřižování věčné lásky, 3. Vzkříšení věčné lásky
- Op. 20 – Mé zemi – cyklus mužských sborů
- Op. 21 – Hanácky pěsničke
- Op. 25 – Věno (lidová opera)
- Op. 30 – Staroslovanská mše
- Op. 31 – Česká mše
- Ave Maria – pro soprán, housle, varhany / sólo tenor, violoncello, varhany
- Starobrněnský Zdrávas
- 6 fanfár

## Doporučené materiály a zdroje
- Československý hudební slovník osob a institucí II. (M–Ž), 1965, Státní hudební vydavatelství, Praha
- M. Pospíchalová: Miroslav Příhoda, varhaník a skladatel. Absolventská práce. Konzervatoř Brno. 2009.